# Mervyn Africa

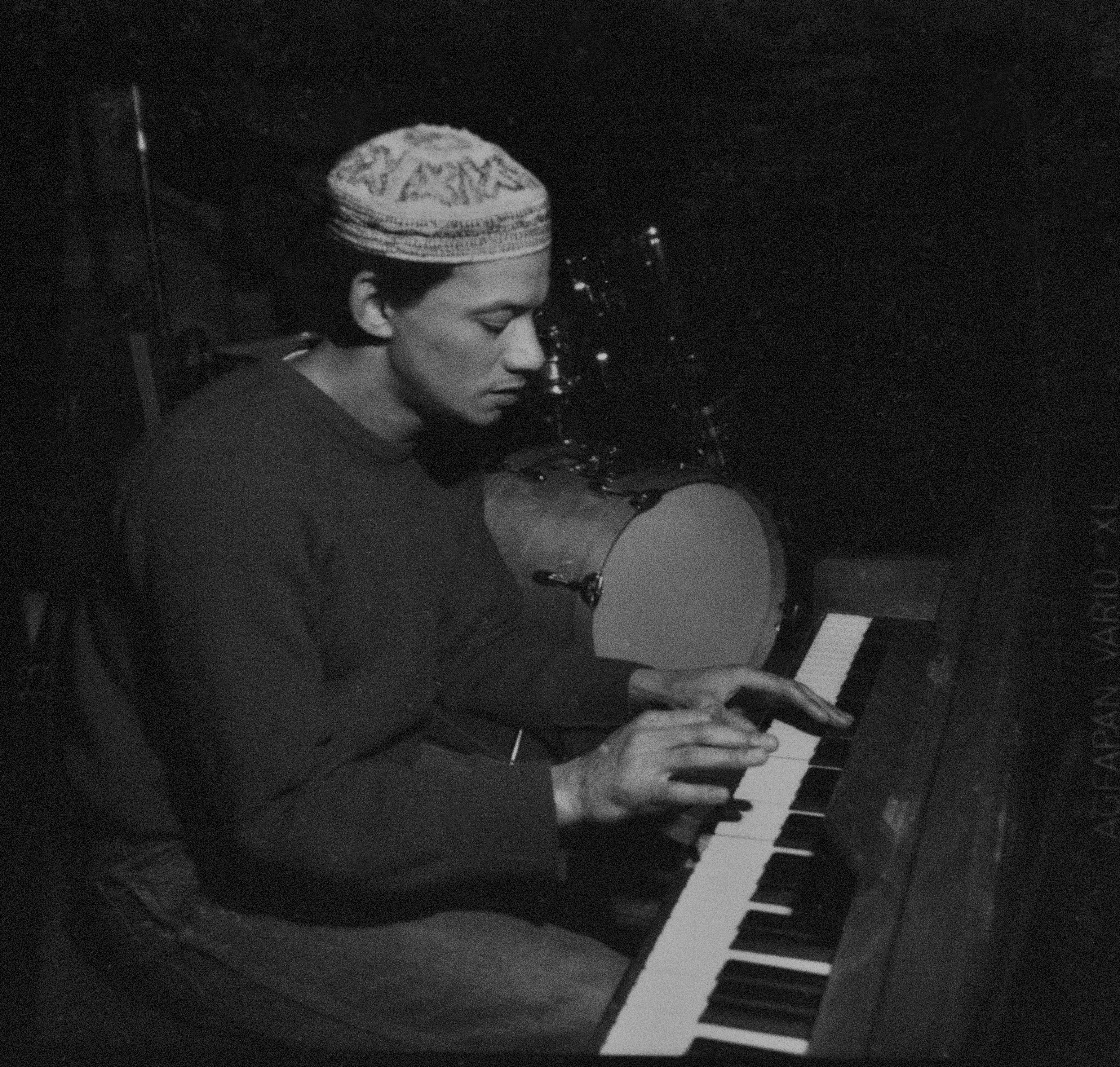
Mervyn Africa, 1983

Mervyn Africa (* 18. Oktober 1950 in District Six) ist ein britischer Jazzmusiker (Piano, Keyboards) südafrikanischer Herkunft.

## Leben und Wirken
Africa studierte Musik an der University of Capetown. Dann gründete er seine Band Oswietie. 1980 erhielt er  als Mitglied der Fusionband Spirits Rejoice einen Sarie (südafrikanischer Grammy) für seine Arrangements des Albums Paradise Road. 1981 ging er nach Großbritannien ins Exil und spielte in den Gruppen von Hugh Masekela, Dudu Pukwana und Julian Bahula. Gemeinsam mit Brian Abrahams gründete er die Band District Six, an deren ersten beiden Alben er beteiligt war. Mit Perkussionist Thebe Lipere leitete er die Gruppe Out of the Window. 1987 war er an den Aufnahmen der Filmmusik zu Cry Freedom beteiligt; dann bildete er ein Quartett mit Dave Bitelli und Nana Tsiboe („Mbatanga Blue“, 1988). Ende der 1980er Jahre begleitete er die Sängerin Carmel (Set Me Free, 1989). Weiterhin trat er mit David Murray und dem World Saxophone Quartet mit dem Mbizo-Projekt auf dem Moers Festival sowie auf dem North Sea Jazz Cape Town (dort auch mit Louis Moholo) auf und konzertierte mit Andy Sheppard, Jean Toussaint und Courtney Pine. Auch ist er als Pianist der South African Gospel Singers und von Pinise Saul aktiv.

## Diskographische Hinweise
- Barney Rachabane Blow Barney Blow
- Louis Moholo Mpumi
- No Way Home

## Lexikalischer Eintrag
- Richard Cook: Jazz Encyclopedia London 2007; ISBN 978-0-14-102646-6